# 中山福
中山福株式会社（なかやまふく、英: NAKAYAMAFUKU CO.,LTD.）は、家庭用品の販売を行う卸売企業。東京証券取引所のスタンダード市場に上場している。

## 主な取扱品目
- キッチン用品 - フライパン、ステンレス・アルミ鍋、やかんなど
- ダイニング用品 - 保存容器、水筒、ポットなど
- サニタリー用品 - ごみ箱、アイロン台など
- 収納用品
- シーズン用品 - キャンプ用品

## 沿革
- 1947年2月 - 大阪市南区（現中央区）にて、株式会社中山福松商店を設立。
- 1963年2月 - 中山福株式会社に社名変更。
- 1995年4月 - 大阪証券取引所市場第二部に株式を上場。
- 2003年3月 - 大阪証券取引所市場第一部に指定替え。
- 2006年12月 - 東京証券取引所市場第二部に株式を上場。
- 2008年1月 - 東京証券取引所の市場第一部に指定替え。
- 2022年4月 - 東京証券取引所の市場区分の見直しにより、東京証券取引所の市場第一部からスタンダード市場に移行。